# Parc éolien de BARD Offshore 1

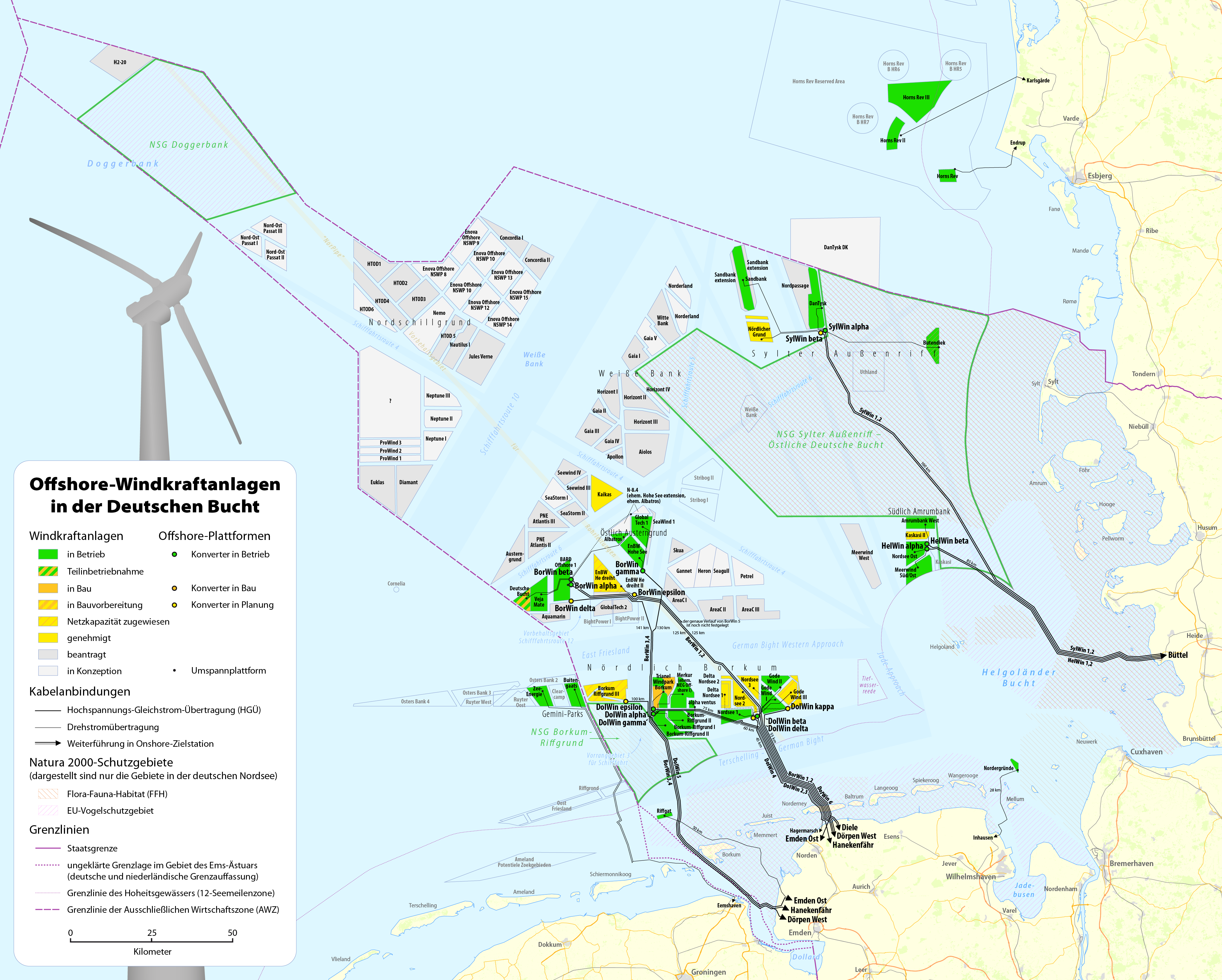
BARD Offshore 1 dans les parcs éolien de la baie Allemande

Le parc éolien de BARD Offshore 1 est un parc éolien situé en mer du Nord, dans la zone économique exclusive de l'Allemagne. Sa construction s'est achevé en août 2013 mais, en raison d'importants problèmes techniques, le parc éolien est déconnecté du réseau électrique entre mars 2014 et octobre 2015. En 2017, il produit 1 488 GWh, ce qui en fait le premier parc éolien offshore d’Allemagne.

## Situation
Projet-phare de l'éolien offshore en Allemagne et plus généralement en Europe, Bard Offshore 1 est construit à environ 95 kilomètres au large de l'ile de Borkum, à la limite de la zone économique exclusive des Pays-Bas.
La zone d'implantation des 80 éoliennes se situe entre les quatre points de coordonnées suivantes :
- Sud-ouest : 54° 18′ 8″ N, 5° 56′ 18″ E
- Nord-ouest : 54° 23′ 15″ N, 5° 56′ 19″ E
- Nord-est : 54° 25′ 24″ N, 6° 1′ 10″ E
- Sud-est : 54° 18′ 24″ N, 6° 1′ 8″ E

Carte avec toutes les coordonnées : OpenStreetMap, Google Maps, Bing Maps.

## Financement
Bard Offshore 1 a été financé et construit par Ocean Breeze, filiale de HypoVereinsbank, initialement pour être revendu ensuite à un exploitant. Des contrats de droit de tirage sur l'énergie produite avaient été négociés avec les régies municipales de Tübingen (70 %) et Francfort-sur-le-Main (30 %), mais la régie de Tübingen s'est retirée du projet en 2012.
Son coût était estimé à 1,5 milliard d'euros, mais il a finalement coûté 3 milliards d'euros, sans compter les aléas d'exploitation. Compte tenu du coût et des problèmes rencontrés, aucun acheteur ne s'est montré intéressé.

## Choix techniques
Compte tenu de la distance importante du parc éolien par rapport à la côte, l'électricité produite est convertie de courant alternatif en courant continu sur une plateforme de conversion BorWin alpha pour être acheminée par des câbles sous-marins vers une autre station de conversion située sur le continent. Une fois converti en courant alternatif, l'énergie est injectée au réseau électrique interconnecté.

## Problèmes techniques et conséquences
Le système de conversion de courant a connu plusieurs pannes après sa mise en service en août 2013, délivrant un courant de qualité médiocre selon le gestionnaire de réseau TenneT. Un incendie en mars 2014 a provoqué sa déconnexion complète du réseau. Depuis, malgré la mise en place d'une « task-force » commune à l'exploitant, au constructeur et au gestionnaire de réseau, les problèmes de conversion ne sont pas résolus et le parc éolien est toujours déconnecté du réseau. Pour éviter la corrosion par l'air marin, la rotation des éoliennes est assurée par l'énergie fournie par des groupes électrogènes au fuel. Le coût de cet arrêt est estimé à 1,8 million d'euros par jour.
Les problèmes rencontrés par BARD Offshore 1 ont conduit les investisseurs potentiels à être extrêmement prudents vis-à-vis des projets de ferme éolienne offshore que l'on rencontre actuellement dans plusieurs pays européens[réf. nécessaire].
Le 5 octobre 2015, après 18 mois de difficultés techniques, BARD Offshore 1 est de nouveau stable et transmet au réseau à pleine capacité.